# Commonwealth Bank Tennis Classic
Commonwealth Bank Tennis Classic — тенісний турнір WTA туру, що проводився в Балі, Індонезія. Проводився з 1990 року, відкритих хардових кортах. У 1999 та 2000 роках, турнір було проведено в Куала-Лумпурі.

## Фінали

### Одиночний розряд
| Місце                   | Рік  | Чемпіонка                        | Фіналістка         | Рахунок фіналу     |               |
| ----------------------- | ---- | -------------------------------- | ------------------ | ------------------ | ------------- |
| Сурабая (Індонезія)     | 1994 | Елена Вагнер                     | Суґіяма Ай         | 2–6, 6–0, retired  |               |
| Сурабая (Індонезія)     | 1995 | Ван Ші-тін                       | Yi Jingqian        | 6–1, 6–1           |               |
| Сурабая (Індонезія)     | 1996 | Ван Ші-тін                       | Міягі Нана         | 6–4, 6–0           |               |
| Сурабая (Індонезія)     | 1997 | Домінік Монамі                   | Lenka Nemecková    | 6–1, 6–3           |               |
| Сурабая (Індонезія)     | 1998 | Не проводився                    | Не проводився      | Не проводився      | Не проводився |
| Куала-Лумпур (Малайзія) | 1999 | Оса Карлссон                     | Еріка Делоун       | 6–2, 6–4           |               |
| Куала-Лумпур (Малайзія) | 2000 | Генрієта Надьова                 | Іва Майолі         | 6–4, 6–2           |               |
| Балі (Індонезія)        | 2001 | Анжелік Віджайя                  | Йоаннетта Крюгер   | 7–6(7–2), 7–6(7–4) |               |
| Балі (Індонезія)        | 2002 | Кузнецова Світлана Олександрівна | Кончіта Мартінес   | 3–6, 7–6(7–4), 7–5 |               |
| Балі (Індонезія)        | 2003 | Дементьєва Олена В'ячеславівна   | Чанда Рубін        | 6–2, 6–1           |               |
| Балі (Індонезія)        | 2004 | Кузнецова Світлана Олександрівна | Марлен Вайнгартнер | 6–1, 6–4           |               |
| Балі (Індонезія)        | 2005 | Ліндсі Девенпорт                 | Франческа Ск'явоне | 6–2, 6–4           |               |
| Балі (Індонезія)        | 2006 | Кузнецова Світлана Олександрівна | Маріон Бартолі     | 7–5, 6–2           |               |
| Балі (Індонезія)        | 2007 | Ліндсі Девенпорт                 | Даніела Гантухова  | 6–4, 3–6, 6–2      |               |
| Балі (Індонезія)        | 2008 | Патті Шнідер                     | Таміра Пашек       | 6–3, 6–0           |               |

### Парний розряд
| Місце                   | Рік  | Чемпіонки                              | Фіналістки                                             | Рахунок фіналу             |               |
| ----------------------- | ---- | -------------------------------------- | ------------------------------------------------------ | -------------------------- | ------------- |
| Сурабая (Індонезія)     | 1994 | Басукі Яюк Романа Теджакусума          | Kyoko Nagatsuka Суґіяма Ай                             | walkover                   |               |
| Сурабая (Індонезія)     | 1995 | Петра Камстра Тіна Кріжан              | Міягі Нана Стефані Ріс                                 | 2–6, 6–4, 6–1              |               |
| Сурабая (Індонезія)     | 1996 | Александра Фусаї Керрі-Енн Г'юз        | Тіна Кріжан Нелле ван Лоттум                           | 6–4, 6–4                   |               |
| Сурабая (Індонезія)     | 1997 | Керрі-Енн Г'юз Хіракі Ріка             | Морін Дрейк Рената Колбовіч                            | 6–1, 7–6                   |               |
| Сурабая (Індонезія)     | 1998 | Не проводився                          | Не проводився                                          | Не проводився              | Не проводився |
| Куала-Лумпур (Малайзія) | 1999 | Єлена Костанич-Тошич Тіна Писник       | Хіракі Ріка Йосіда Юка                                 | 3–6, 6–2, 6–4              |               |
| Куала-Лумпур (Малайзія) | 2000 | Генрієта Надьова Сільвія Плішке        | Лізель Губер Ванесса Вебб                              | 6–4, 7–6(7–4)              |               |
| Балі (Індонезія)        | 2001 | Еві Домінікович Тамарін Танасугарн     | Джанет Лі (тенісистка) Вінне Пракуся                   | 6–7(4–7), 6–2, 6–3         |               |
| Балі (Індонезія)        | 2002 | Кара Блек Вірхінія Руано Паскуаль      | Кузнецова Світлана Олександрівна Аранча Санчес Вікаріо | 6–2, 6–3                   |               |
| Балі (Індонезія)        | 2003 | Марія Венто-Кабчі Анжелік Віджайя      | Емілі Луа Ніколь Пратт                                 | 7–5, 6–2                   |               |
| Балі (Індонезія)        | 2004 | Мискіна Анастасія Андріївна Суґіяма Ай | Кузнецова Світлана Олександрівна Аранча Санчес Вікаріо | 6–3, 7–5                   |               |
| Балі (Індонезія)        | 2005 | Анна-Лена Гренефельд Меган Шонессі     | Yan Zi Чжен Цзє                                        | 6–3, 6–3                   |               |
| Балі (Індонезія)        | 2006 | Ліндсі Девенпорт Коріна Мораріу        | Наталі Грандін Труді Мусгрейв                          | 6–3, 6–4                   |               |
| Балі (Індонезія)        | 2007 | Сунь Шеннань Цзи Чуньмей               | Джилл Крейбас Наталі Грандін                           | 6–3, 6–2                   |               |
| Балі (Індонезія)        | 2008 | Сє Шувей Пен Шуай                      | Марта Домаховська Петрова Надія Вікторівна             | 6–7(4–7), 7–6(7–3), [10–7] |               |